# Fulvio Bernardini
Fulvio Bernardini (Roma, 28 dicembre 1905 – Roma, 13 gennaio 1984) è stato un dirigente sportivo, allenatore di calcio e calciatore italiano, originariamente portiere o attaccante e, successivamente, centrocampista.
Soprannominato dai tifosi Fuffo, Professore o Dottore (era laureato in Scienze economiche), fu anche il primo giocatore militante in Lega Sud ad essere convocato in Nazionale.
Giocò nella Lazio, nell'Inter, nella Roma e nella MATER. Allenò tra le altre Sampdoria, Fiorentina e Bologna, diventando il primo allenatore italiano a vincere lo scudetto con due squadre diverse (rispettivamente nelle stagioni 1955-1956 e 1963-1964, prime squadre non-torinesi e non-milanesi ad aggiudicarsi i Campionati italiani di calcio nel dopoguerra), e la Lazio, vincendo la Coppa Italia nel 1958, primo trofeo ufficiale della storia biancoceleste. Con la Fiorentina vince il primo scudetto della squadra gigliata nella stagione 1955-1956 e nel 1957 vince un torneo internazionale, la Coppa Grasshoppers. Con il Bologna vince nella stagione 1963-1964 il settimo e, finora, ultimo scudetto rossoblu nell'unico campionato italiano del dopoguerra deciso da uno spareggio (Bologna-Inter 2-0).
Dal 1974 al 1977 è stato commissario tecnico della Nazionale italiana, succedendo a Ferruccio Valcareggi.
Il Centro sportivo di Trigoria, sede ufficiale della Roma, gli è intitolato, mentre nel 2011 ottiene un riconoscimento alla memoria nella Hall of Fame del calcio italiano.

## Biografia
Nacque il 28 dicembre 1905, ma la nascita fu registrata all'anagrafe il 1º gennaio 1906.
Morì a Roma nel 1984 all'età di 78 anni presso l'ospedale Villa San Pietro a causa di sclerosi laterale amiotrofica diagnosticatagli tre anni prima: le cause della sua morte furono note solo vent'anni dopo, in quanto all'epoca non erano ancora state ipotizzate correlazioni dell'insorgere di tale malattia con l'attività agonistica. I funerali si sono celebrati presso la chiesa di Santa Chiara a Vigna Clara, alla presenza di tantissimi tifosi e molti volti noti del calcio, giornalismo e della politica; dopo la cerimonia funebre officiata da Don Gianni Todescato, il suo feretro è stato tumulato nel cimitero monumentale del Verano.

## Caratteristiche tecniche

### Giocatore
Iniziata la carriera nel ruolo di portiere, giocò poi attaccante, mezzala e centromediano.
L'arretramento da centrocampista offensivo a difensivo fu determinato dall'imporsi all'Inter di Giuseppe Meazza.

## Carriera

### Giocatore

#### Club
Iniziò la sua carriera nella Lazio, con la quale debuttò il 19 ottobre 1919 quando il tecnico Guido Baccani lo schiera in una partita valevole per il Torneo Canalini contro l'Audace. Bernardini, che aveva in precedenza giocato nel ruolo di portiere in una squadretta di quartiere (l'Exquilia) voleva fare un provino con la Fortitudo, ma trovò il cancello chiuso e decise di andare alla Lazio.
Esordì nel Campionato Nazionale (girone laziale) il 23 novembre 1919, nel ruolo di portiere, contro la Pro-Roma; aveva soltanto 13 anni e 327 giorni. A partire dal 1921 cambiò ruolo e divenne un attaccante. Ci sono discordanze sui motivi della sua scelta di cambiare posizione. Secondo alcune fonti Bernardini avrebbe deciso di cambiare ruolo a causa dei quattro gol subiti nella partita Naples-Lazio 4-2, altre invece riportano che Bernardini decise di giocare come attaccante a causa di un grave scontro di gioco, avvenuto in un Fortitudo-Lazio, che gli fece perdere i sensi, e alle conseguenti pressioni della famiglia preoccupata.
Con la Lazio si mise in luce, indossando anche la fascia di capitano, e nel 1922-23 raggiunse con la sua squadra la finalissima tricolore contro il Genoa. La compagine ligure, all'epoca la più forte a livello nazionale, vinse per 4-1 all'andata e 2-0 al ritorno, ma i giocatori genoani rimasero stupiti dalla classe di Bernardini e il capitano rossoblu e della Nazionale Renzo De Vecchi gli fece addirittura i complimenti e gli predisse un grande futuro.
Nell'estate del 1926 decise di provare una nuova esperienza trasferendosi a Milano, all'Inter di Luigi Cevenini III. 
Il giocatore fu conteso dall'Inter e dalla Juventus, ma scelse i nerazzurri, che gli offrirono anche un posto in banca e la possibilità di studiare economia presso l'Università commerciale Luigi Bocconi.
Per lasciare la Lazio, Bernardini pagò 20.000 lire in cambiali alla società romana, con l'aiuto del fratello maggiore Vittorio.
Fu proprio Bernardini a scoprire un giovanissimo Giuseppe Meazza. Si fermava spesso, dopo gli allenamenti, a guardare le partite delle squadre giovanili nerazzurre e rimase profondamente impressionato dal talentuoso centravanti della Primavera. Insistette presso l'allenatore della prima squadra, Árpád Weisz, perché lo aggregasse ai "grandi". Weisz decise quindi di visionare Meazza e si convinse che il suo centromediano non aveva esagerato: nel 1927 il giovane attaccante fu aggregato alla prima squadra, entrandovi (a 16 anni, caso più unico che raro) da titolare fisso. Meazza riconobbe sempre, in seguito, il suo debito di gratitudine verso Bernardini.
In due anni all'Inter, Bernardini segnò con regolarità: 10 gol nella sua prima stagione, e 17 nella seconda.

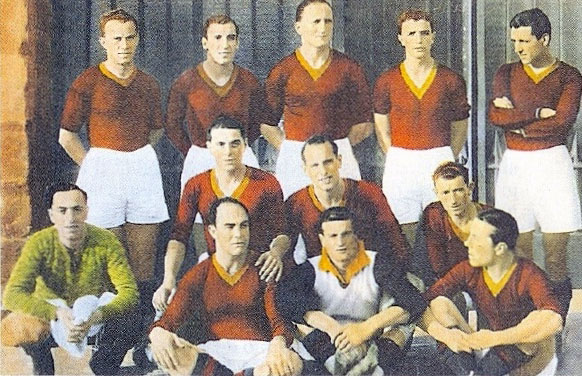
Bernardini (al centro della formazione), alla Roma nella stagione 1931-32.

Fuffo venne acquistato dalla Roma nel 1928, un anno dopo la fondazione del Club, e indossò la maglia giallorossa fino al 1939, guidando la squadra come capitano nel ruolo di centromediano. La fascia gli fu consegnata dal compagno concittadino Attilio Ferraris IV con il quale formò una coppia di centrocampo tra le più forti del campionato. Bernardini fu il calciatore più rappresentativo della Roma di Testaccio, lo storico campo autentico fortino giallorosso per oltre dieci anni nei quali i capitolini arrivarono per due volte vicini allo scudetto (nel '30-31 e nel '35-36). La grinta e la corsa di Ferraris IV nel ruolo di mediano consentirono a Bernardini di esprimere al meglio le sue qualità sopraffine di regista del centrocampo romanista. Collezionò in tutto 286 presenze in maglia giallorossa, segnando 47 reti. Pochi mesi dopo l'addio al calcio di Bernardini, la Roma traslocò anche dal Campo Testaccio. Era la fine di un'epoca per il club giallorosso.
Successivamente gioca tra le file della MATER, ricoprendo anche il ruolo di giocatore-allenatore, chiudendo così la carriera di calciatore ed iniziando quella come tecnico.
Nella classifica dei Derby di Roma vinti si trova al terzo posto, subito dopo Totti e De Rossi, con ben 11 derby vinti, 10 da calciatore della Roma e 1 da allenatore della Lazio.

#### Nazionale
Debuttò in Nazionale italiana il 22 marzo 1925 nella partita amichevole Italia-Francia 7-0. Fu il primo giocatore romano e centromeridionale a indossare la maglia azzurra. Venne notato da Guido Baccani, che lo segnalò all'allora Ct della nazionale Augusto Rangone. Prese così parte alle Olimpiadi del 1928 conquistando la medaglia di bronzo. Venne però clamorosamente escluso dalle rose che parteciparono ai vittoriosi mondiali casalinghi del 1934 e quelli francesi del 1938, in quanto Vittorio Pozzo lo ritenne poco adatto al suo progetto tecnico. Pozzo, raccontò che Bernardini era un centro mediano troppo sbilanciato verso il gioco d'attacco, in cui era maestro; il gioco del calcio, però, era cambiato in quegli ultimissimi anni, con i due terzini, che da quasi difensori centrali, si erano allargati sulle fasce, lasciando un vuoto al centro dell'area. Pozzo voleva così che il centromediano avesse principalmente un ruolo difensivo, cosa che Bernardini non garantiva. Per questo motivo, spiegò, gli preferì "prima Ferraris poi Monti, poi Andreolo: tre individui che avevano le caratteristiche che, confacendosi al caso, io desideravo. Fu per questo stesso motivo che io, ogni volta che potei, preferii uno dei tre a Bernardini, che pure era un brillante tecnico. Io la spiegai, la cosa, a Bernardini, pur rendendo omaggio alle sue qualità tecniche personali. Fu di lì che qualcuno fece nascere la storiella in base alla quale io avrei detto a Fulvio che lo lasciavo fuori perché giuocava troppo bene per la squadra. Io ero semplicemente disposto a qualunque rinuncia, pur di ottenere il giuoco dì squadra. Non volevo che nessuno brillasse, volevo che la squadra funzionasse, rendesse, avesse efficacia».
A tal proposito Bernardini ricorderà nella sua autobiografia le parole con le quali il tecnico lo escluse dalla nazionale: «Vede Bernardini, lei gioca attualmente in modo superiore; in modo perfetto dal punto di vista della prestazione individuale. Gli altri non possono arrivare alla concezione che lei ha del gioco e finiscono per trovarsi in soggezione, dovrei chiederle di giocare meno bene. Sacrificare lei o sacrificare tutti gli altri? Lei come si regolerebbe al mio posto?» Per tale motivo le sue presenze con la maglia azzurra si fermarono a 26 gettoni.

### Allenatore e dirigente

Bernardini con la Fiorentina per la prima volta campione d'Italia nella stagione 1955-1956

Il 27 luglio 1944, con la nomina dell'avvocato Giulio Onesti a Commissario Straordinario del CONI, Fulvio Bernardini fu nominato reggente della FIGC, carica che resse insieme al colonnello Ventura (segretario) dal 28 luglio 1944 fino al 4 dicembre 1944, data delle sue irrevocabili dimissioni. Nel 1949 Bernardini tornò alla Roma in veste di allenatore, guidando eccezionalmente la squadra giovanile nella finale del Torneo di Viareggio del 1950 persa contro la Sampdoria, mentre in campionato rassegnò le dimissioni a tre giornate dal termine con i giallorossi in piena zona-retrocessione (si salvarono poi all'ultima giornata). Allenò quindi la Reggina in Serie C e il Vicenza in Serie B, dal 1951 al 1953.
Successivamente vinse invece lo scudetto alla guida della Fiorentina e del Bologna (prime squadre non-torinesi e non-milanesi a vincere un Campionato italiano di calcio nel dopoguerra). Nel 1957 guidò la Fiorentina fino alla finale di Coppa dei Campioni (prima squadra italiana a riuscirvi), persa per 2-0 contro il grande Real Madrid di Di Stefano e Gento. 
Sul finire della stagione 1957/58 tornó dopo oltre tre decenni alla Lazio. Il suo esordio fu un trionfante 5-1 al Palermo. Dopo pochi mesi vinse la Coppa Italia, primo trofeo ufficiale della storia del club romano, battendo nel torneo - tra le altre - Roma, Napoli, Juventus ed infine Fiorentina in finale (1-0). Sempre contro la Fiorentina terminó la sua seconda vita in biancoceleste, la sconfitta di Firenze (4-0) del 20 novembre 1960 fu la novantaduesima ed ultima panchina biancoceleste di “Fuffo” che lasció la guida a Flamini. 

Bernardini, in veste di tecnico della Lazio, insieme al centravanti Orlando Rozzoni.

Bernardini fu latore di un credo calcistico fondato sul "WM elastico". A Firenze dette prova della sua straordinaria sapienza tattica mettendo a punto un meccanismo che anticipa i temi del calcio di impronta italianistica. La Fiorentina cominciò il torneo 1955-1956 schierando all'ala sinistra un attaccante puro un po' individualista ma molto pericoloso, Claudio Bizzarri. Bernardini lo sostituì con un calciatore meno dotato, Maurilio Prini, che poteva fungere da ala tattica. Quando la squadra non era in possesso di palla, Prini arretrava in mediana, Armando Segato, il mediano sinistro, scalava al posto di Chiappella e quest'ultimo andava in marcatura da centromediano sul centravanti avversario liberando il centromediano Rosetta, che poteva agire in seconda battuta come un libero moderno. Interessante anche la teoria degli spazi liberi, la quale non si basava sul passare il pallone direttamente al compagno, ma nel lanciarlo in quello spazio libero dove questi era in grado di arrivare prima dell'avversario. Era tuttavia convinto che nel calcio la tattica «non è tutto» e che «una squadra forte la fanno soprattutto i piedi buoni dei suoi giocatori». Grazie a dette idee e alla summenzionata tattica, che anticipa quella utilizzata dalla vittoriosa Nazionale brasiliana del campionato del mondo 1958, Bernardini riuscì a vincere lo scudetto con i viola, spingendosi, nella stagione seguente, fino alla finale di Coppa dei Campioni (la prima disputata da una squadra italiana) persa per 2-0 contro il grande Real Madrid di Di Stéfano, Gento e Rial.

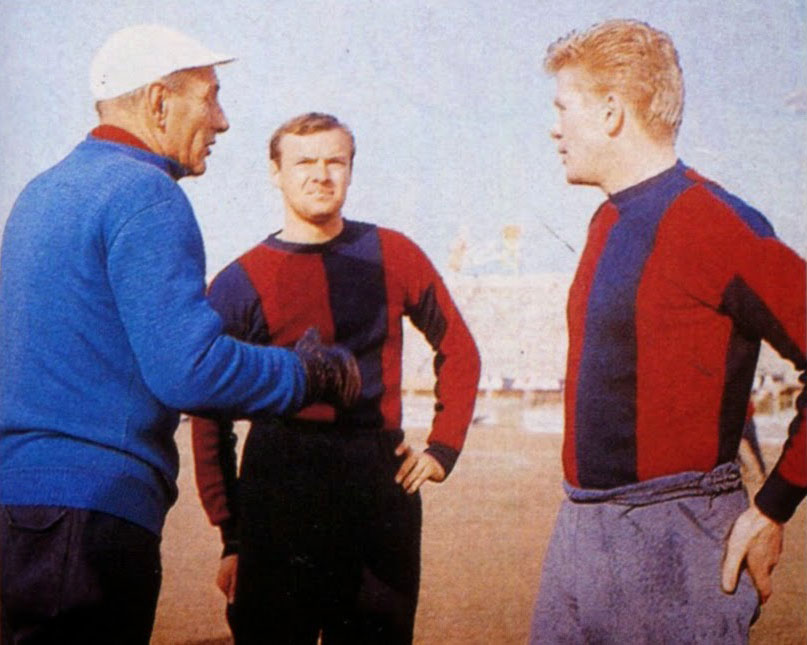
Bernardini, tecnico del Bologna, conferisce con il danese Harald Nielsen e il tedesco Helmut Haller.

Col Bologna conquistò il campionato del 1963-1964, offrendo un calcio gradevole e redditizio specie sotto il profilo realizzativo, che consentì di ottenere il record di dieci vittorie consecutive. Il percorso verso la vittoria finale non fu tuttavia agevole: il 4 marzo 1964, durante il girone di ritorno che il Bologna stava giocando ad alti livelli, furono comunicati gli esiti dei test antidoping effettuati un mese prima dopo la vittoria per 4-1 sul Torino, che videro risultare positivi cinque calciatori rossoblù (Fogli, Pascutti, Pavinato, Perani e Tumburus). Bernardini fu accusato di aver somministrato le sostanze proibite all'insaputa dei giocatori e squalificato per un anno e mezzo, mentre la squadra ottenne la sconfitta a tavolino per la gara contro il Torino e, in aggiunta, un punto di penalizzazione. Il ricorso esperito dalla società dimostrò che le provette dei giocatori erano state manomesse e, con la riassegnazione dei punti tolti, il Bologna poté agganciare l'Inter in testa alla classifica a tre giornate dal termine. La situazione non mutò e le squadre rimasero appaiate fino all'ultima giornata, rendendo pertanto necessario uno spareggio per l'assegnazione del titolo (tuttora unico caso in Serie A). Quattro giorni prima dell'incontro decisivo il Bologna perse il presidente Renato Dall'Ara, che morì per problemi cardiaci, ma a Roma, il 7 giugno 1964, batté l'Inter per 2-0, aggiudicandosi dunque il campionato. Nella circostanza Bernardini indovinò un'importante mossa tattica, schierando il terzino Capra all'ala, in modo da marcare l'attaccante avversario Mario Corso, che di fatto venne neutralizzato.

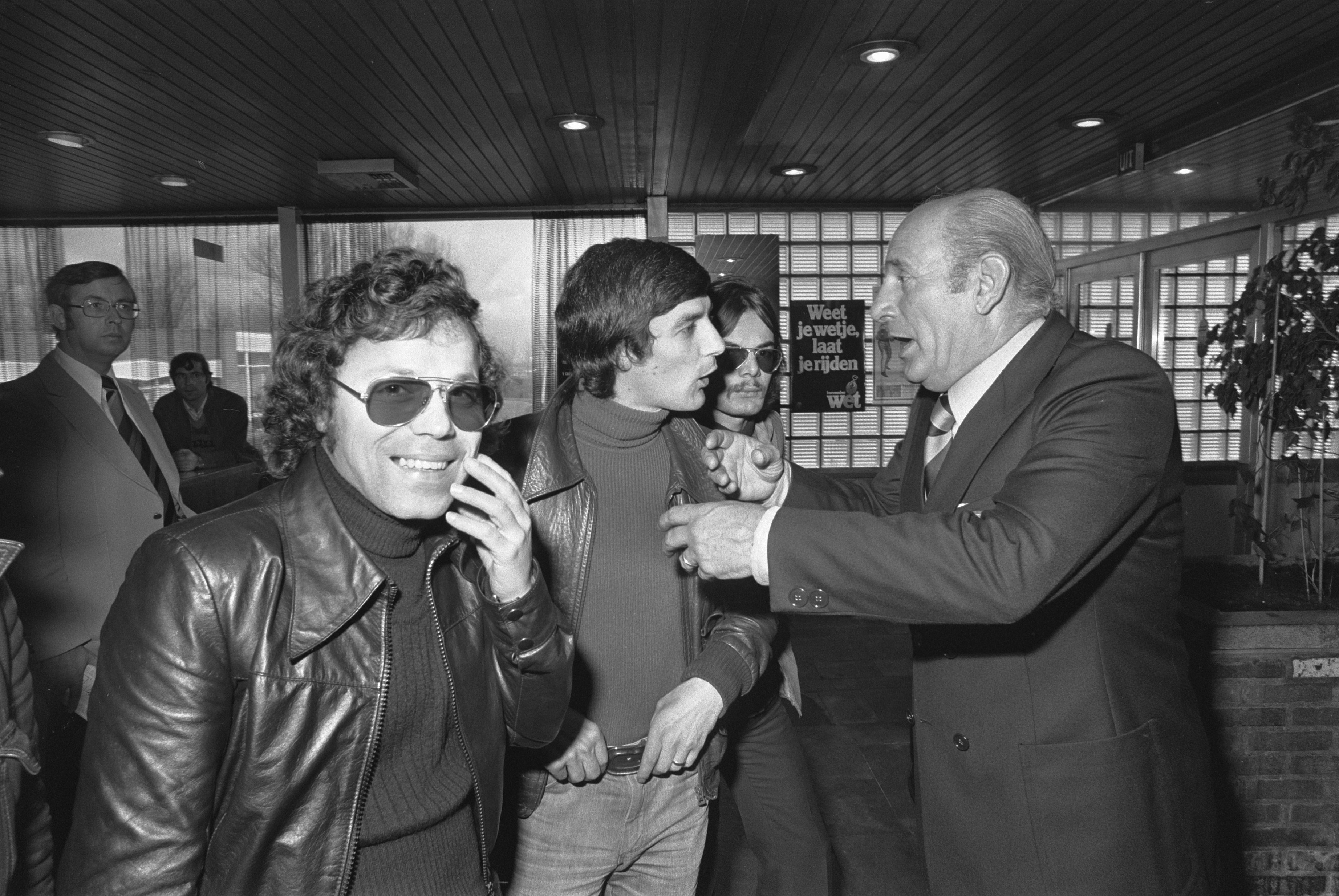
Bernardini in veste di CT della nazionale italiana nel 1974, durante una trasferta nei Paesi Bassi.

Nel 1965 Bernardini inizia una lunga carriera a Genova come allenatore della Sampdoria. Il suo affiancamento a Giuseppe Baldini in qualità di direttore tecnico non basta però ad evitare la retrocessione. Ma l'anno successivo guida la cavalcata nel Campionato cadetto e quindi, dal 1966 al 1971 consente la permanenza in Serie A dei blucerchiati. Dal 1971 al 1973 sarà il direttore sportivo del Brescia scoprendo tra gli altri Alessandro Altobelli. Nel 1974 gli venne affidata la Nazionale, che guiderà fino al 1977, quando venne sostituito da Enzo Bearzot. L'Italia, che non aveva superato il primo turno al Mondiale del 1974, era costretta ad un significativo rinnovamento dovuto ad un cambio generazionale; secondo il giornalista Giorgio Tosatti:
Fu, di nuovo, a Genova dal 1977 al 1979 come direttore generale della Sampdoria.
Nel 1984 il Presidente della Roma Dino Viola decise di intitolare a Fulvio Bernardini il Centro sportivo di Trigoria, sede degli allenamenti della squadra giallorossa. Dal 2012 è entrato a far parte della Hall of Fame romanista.

## Statistiche

### Presenze e reti nei club
| Stagione              | Squadra               | Campionato            | Campionato | Campionato | Coppe nazionali | Coppe nazionali | Coppe nazionali | Coppe continentali | Coppe continentali | Coppe continentali | Altre coppe | Altre coppe | Altre coppe | Totale | Totale    |
| Stagione              | Squadra               | Comp                  | Pres       | Reti       | Comp            | Pres            | Reti            | Comp               | Pres               | Reti               | Comp        | Pres        | Reti        | Pres   | Reti      |
| --------------------- | --------------------- | --------------------- | ---------- | ---------- | --------------- | --------------- | --------------- | ------------------ | ------------------ | ------------------ | ----------- | ----------- | ----------- | ------ | --------- |
| 1919-1920             | Lazio                 | PC                    | 12         | -11        | –               | –               | –               | –                  | –                  | –                  | –           | –           | –           | 12     | -11       |
| 1920-1921             | Lazio                 | PC                    | 18         | -26        | –               | –               | –               | –                  | –                  | –                  | –           | –           | –           | 18     | -26       |
| 1921-1922             | Lazio                 | PD                    | 9          | -4;6       | –               | –               | –               | –                  | –                  | –                  | –           | –           | –           | 9      | -4;6      |
| 1922-1923             | Lazio                 | PD                    | 20         | 21         | –               | –               | –               | –                  | –                  | –                  | –           | –           | –           | 20     | 21        |
| 1923-1924             | Lazio                 | PD                    | 18         | 17         | –               | –               | –               | –                  | –                  | –                  | –           | –           | –           | 18     | 17        |
| 1924-1925             | Lazio                 | PD                    | 15         | 15         | –               | –               | –               | –                  | –                  | –                  | –           | –           | –           | 15     | 15        |
| 1925-1926             | Lazio                 | PD                    | 10         | 14         | –               | –               | –               | –                  | –                  | –                  | –           | –           | –           | 10     | 14        |
| Totale Lazio          | Totale Lazio          | Totale Lazio          | 102        | -41; 73    |                 | –               | –               |                    | –                  | –                  |             | –           | –           | 102    | -41; 73   |
| 1926-1927             | Inter                 | DN                    | 28         | 10         | –               | –               | –               | –                  | –                  | –                  | –           | –           | –           | 28     | 10        |
| 1927-1928             | Inter                 | DN                    | 30         | 17         | –               | –               | –               | –                  | –                  | –                  | –           | –           | –           | 30     | 17        |
| Totale Internazionale | Totale Internazionale | Totale Internazionale | 58         | 27         |                 | –               | –               |                    | –                  | –                  |             | –           | –           | 58     | 27        |
| 1928-1929             | Roma                  | DN                    | 26         | 10         | –               | –               | –               | –                  | –                  | –                  | –           | –           | –           | 26     | 10        |
| 1929-1930             | Roma                  | A                     | 24         | 11         | –               | –               | –               | –                  | –                  | –                  | –           | –           | –           | 24     | 11        |
| 1930-1931             | Roma                  | A                     | 31         | 7          | –               | –               | –               | –                  | –                  | –                  | –           | –           | –           | 31     | 7         |
| 1931-1932             | Roma                  | A                     | 29         | 7          | –               | –               | –               | –                  | –                  | –                  | –           | –           | –           | 29     | 7         |
| 1932-1933             | Roma                  | A                     | 33         | 2          | –               | –               | –               | –                  | –                  | –                  | –           | –           | –           | 33     | 2         |
| 1933-1934             | Roma                  | A                     | 16         | 3          | –               | –               | –               | –                  | –                  | –                  | –           | –           | –           | 16     | 3         |
| 1934-1935             | Roma                  | A                     | 27         | 3          | –               | –               | –               | –                  | –                  | –                  | –           | –           | –           | 27     | 3         |
| 1935-1936             | Roma                  | A                     | 30         | 1          | CI              | 2               | –               | –                  | –                  | –                  | –           | –           | –           | 32     | 1         |
| 1936-1937             | Roma                  | A                     | 29         | 3          | CI              | 4               | –               | –                  | –                  | –                  | –           | –           | –           | 33     | 3         |
| 1937-1938             | Roma                  | A                     | 23         | –          | CI              | 2               | –               | –                  | –                  | –                  | –           | –           | –           | 25     | –         |
| 1938-1939             | Roma                  | A                     | 18         | –          | CI              | –               | –               | –                  | –                  | –                  | –           | –           | –           | 18     | –         |
| Totale Roma           | Totale Roma           | Totale Roma           | 286        | 47         |                 | 8               | –               |                    | –                  | –                  |             | –           | –           | 294    | 47        |
| 1939-1940             | MATER                 | C                     | ND         | ND         | –               | –               | –               | –                  | –                  | –                  | –           | –           | –           | ND     | ND        |
| 1940-1941             | MATER                 | C                     | ND         | ND         | –               | –               | –               | –                  | –                  | –                  | –           | –           | –           | ND     | ND        |
| 1941-1942             | MATER                 | C                     | ND         | ND         | –               | –               | –               | –                  | –                  | –                  | –           | –           | –           | ND     | ND        |
| 1942-1943             | MATER                 | B                     | 29         | 5          | CI              | 1               | –               | –                  | –                  | –                  | –           | –           | –           | 30     | 5         |
| Totale M.A.T.E.R.     | Totale M.A.T.E.R.     | Totale M.A.T.E.R.     | ND         | ND         |                 | –               | –               |                    | –                  | –                  |             | –           | –           | ND     | ND        |
| Totale carriera       | Totale carriera       | Totale carriera       | 475+       | -41, 152+  |                 | 9               | –               |                    | –                  | –                  |             | –           | –           | 484+   | -41, 152+ |

### Cronologia presenze e reti in nazionale
| Cronologia completa delle presenze e delle reti in nazionale ― Italia | Cronologia completa delle presenze e delle reti in nazionale ― Italia | Cronologia completa delle presenze e delle reti in nazionale ― Italia | Cronologia completa delle presenze e delle reti in nazionale ― Italia | Cronologia completa delle presenze e delle reti in nazionale ― Italia | Cronologia completa delle presenze e delle reti in nazionale ― Italia | Cronologia completa delle presenze e delle reti in nazionale ― Italia | Cronologia completa delle presenze e delle reti in nazionale ― Italia |
| Data                                                                  | Città                                                                 | In casa                                                               | Risultato                                                             | Ospiti                                                                | Competizione                                                          | Reti                                                                  | Note                                                                  |
| --------------------------------------------------------------------- | --------------------------------------------------------------------- | --------------------------------------------------------------------- | --------------------------------------------------------------------- | --------------------------------------------------------------------- | --------------------------------------------------------------------- | --------------------------------------------------------------------- | --------------------------------------------------------------------- |
| 22-3-1925                                                             | Torino                                                                | Italia                                                                | 7 – 0                                                                 | Francia                                                               | Amichevole                                                            | -                                                                     |                                                                       |
| 18-6-1925                                                             | Lisbona                                                               | Portogallo                                                            | 1 – 0                                                                 | Italia                                                                | Amichevole                                                            | -                                                                     |                                                                       |
| 4-11-1925                                                             | Padova                                                                | Italia                                                                | 2 – 1                                                                 | Jugoslavia                                                            | Amichevole                                                            | -                                                                     |                                                                       |
| 8-11-1925                                                             | Budapest                                                              | Ungheria                                                              | 1 – 1                                                                 | Italia                                                                | Amichevole                                                            | -                                                                     |                                                                       |
| 17-1-1926                                                             | Torino                                                                | Italia                                                                | 3 – 1                                                                 | Cecoslovacchia                                                        | Amichevole                                                            | -                                                                     |                                                                       |
| 21-3-1926                                                             | Torino                                                                | Italia                                                                | 3 – 0                                                                 | Irlanda                                                               | Amichevole                                                            | 1                                                                     |                                                                       |
| 18-4-1926                                                             | Zurigo                                                                | Svizzera                                                              | 1 – 1                                                                 | Italia                                                                | Amichevole                                                            | -                                                                     |                                                                       |
| 9-5-1926                                                              | Milano                                                                | Italia                                                                | 3 – 2                                                                 | Svizzera                                                              | Amichevole                                                            | -                                                                     |                                                                       |
| 18-7-1926                                                             | Stoccolma                                                             | Svezia                                                                | 5 – 3                                                                 | Italia                                                                | Amichevole                                                            | -                                                                     |                                                                       |
| 30-1-1927                                                             | Ginevra                                                               | Svizzera                                                              | 1 – 5                                                                 | Italia                                                                | Amichevole                                                            | -                                                                     |                                                                       |
| 20-2-1927                                                             | Milano                                                                | Italia                                                                | 2 – 2                                                                 | Cecoslovacchia                                                        | Amichevole                                                            | -                                                                     |                                                                       |
| 29-5-1927                                                             | Bologna                                                               | Italia                                                                | 2 – 0                                                                 | Spagna                                                                | Amichevole                                                            | -                                                                     |                                                                       |
| 23-10-1927                                                            | Praga                                                                 | Cecoslovacchia                                                        | 2 – 2                                                                 | Italia                                                                | Coppa Internazionale                                                  | -                                                                     |                                                                       |
| 6-11-1927                                                             | Bologna                                                               | Italia                                                                | 0 – 1                                                                 | Austria                                                               | Coppa Internazionale                                                  | -                                                                     |                                                                       |
| 25-3-1928                                                             | Roma                                                                  | Italia                                                                | 4 – 3                                                                 | Ungheria                                                              | Coppa Internazionale                                                  | -                                                                     |                                                                       |
| 22-4-1928                                                             | Gijón                                                                 | Spagna                                                                | 1 – 1                                                                 | Italia                                                                | Amichevole                                                            | -                                                                     |                                                                       |
| 29-5-1928                                                             | Amsterdam                                                             | Francia                                                               | 3 – 4                                                                 | Italia                                                                | Olimpiadi 1928 - Ottavi di finale                                     | -                                                                     |                                                                       |
| 4-6-1928                                                              | Amsterdam                                                             | Spagna                                                                | 1 – 7                                                                 | Italia                                                                | Olimpiadi 1928 - Quarti di finale (ripetizione)                       | 1                                                                     |                                                                       |
| 7-6-1928                                                              | Amsterdam                                                             | Uruguay                                                               | 3 – 2                                                                 | Italia                                                                | Olimpiadi 1928 - Semifinale                                           | -                                                                     |                                                                       |
| 9-6-1928                                                              | Amsterdam                                                             | Egitto                                                                | 3 – 11                                                                | Italia                                                                | Olimpiadi 1928 - Finale 3º e 4º posto                                 | -                                                                     | 3º posto                                                              |
| 11-11-1928                                                            | Roma                                                                  | Italia                                                                | 2 – 2                                                                 | Austria                                                               | Amichevole                                                            | -                                                                     |                                                                       |
| 25-1-1931                                                             | Bologna                                                               | Italia                                                                | 5 – 0                                                                 | Francia                                                               | Amichevole                                                            | -                                                                     |                                                                       |
| 20-5-1931                                                             | Roma                                                                  | Italia                                                                | 3 – 0                                                                 | Scozia                                                                | Amichevole                                                            | -                                                                     |                                                                       |
| 15-11-1931                                                            | Roma                                                                  | Italia                                                                | 2 – 2                                                                 | Cecoslovacchia                                                        | Coppa Internazionale                                                  | 1                                                                     |                                                                       |
| 14-2-1932                                                             | Napoli                                                                | Italia                                                                | 3 – 0                                                                 | Svizzera                                                              | Coppa Internazionale                                                  | -                                                                     |                                                                       |
| 28-10-1932                                                            | Praga                                                                 | Cecoslovacchia                                                        | 2 – 1                                                                 | Italia                                                                | Coppa Internazionale                                                  | -                                                                     | Cap.                                                                  |
| Totale                                                                |                                                                       | Presenze (100º posto)                                                 | 26                                                                    |                                                                       | Reti                                                                  | 3                                                                     |                                                                       |

### Statistiche da allenatore

#### Panchine da commissario tecnico della nazionale italiana
| Cronologia completa delle presenze e delle reti in nazionale ― Italia | Cronologia completa delle presenze e delle reti in nazionale ― Italia | Cronologia completa delle presenze e delle reti in nazionale ― Italia | Cronologia completa delle presenze e delle reti in nazionale ― Italia | Cronologia completa delle presenze e delle reti in nazionale ― Italia | Cronologia completa delle presenze e delle reti in nazionale ― Italia | Cronologia completa delle presenze e delle reti in nazionale ― Italia | Cronologia completa delle presenze e delle reti in nazionale ― Italia |
| Data                                                                  | Città                                                                 | In casa                                                               | Risultato                                                             | Ospiti                                                                | Competizione                                                          | Reti                                                                  | Note                                                                  |
| --------------------------------------------------------------------- | --------------------------------------------------------------------- | --------------------------------------------------------------------- | --------------------------------------------------------------------- | --------------------------------------------------------------------- | --------------------------------------------------------------------- | --------------------------------------------------------------------- | --------------------------------------------------------------------- |
| 28-9-1974                                                             | Zagabria                                                              | Jugoslavia                                                            | 1 – 0                                                                 | Italia                                                                | Amichevole                                                            | -                                                                     | Cap:G. Facchetti                                                      |
| 20-11-1974                                                            | Rotterdam                                                             | Paesi Bassi                                                           | 3 – 1                                                                 | Italia                                                                | Qual. Euro 1976                                                       | Roberto Boninsegna                                                    | Cap:D. Zoff                                                           |
| 29-12-1974                                                            | Genova                                                                | Italia                                                                | 0 – 0                                                                 | Bulgaria                                                              | Amichevole                                                            | -                                                                     | Cap:D. Zoff                                                           |
| 19-4-1975                                                             | Roma                                                                  | Italia                                                                | 0 – 0                                                                 | Polonia                                                               | Qual. Euro 1976                                                       | -                                                                     | Cap:G. Facchetti                                                      |
| 5-6-1975                                                              | Helsinki                                                              | Finlandia                                                             | 0 – 1                                                                 | Italia                                                                | Qual. Euro 1976                                                       | Giorgio Chinaglia                                                     | Cap:G. Facchetti                                                      |
| 8-6-1975                                                              | Mosca                                                                 | Unione Sovietica                                                      | 1 – 0                                                                 | Italia                                                                | Amichevole                                                            | -                                                                     | Cap:G. Facchetti                                                      |
| Totale                                                                |                                                                       | Presenze                                                              | 6                                                                     |                                                                       | Reti                                                                  | 2                                                                     |                                                                       |

#### Panchine come commissione tecnica della nazionale italiana in coppia con Bearzot
| Cronologia completa delle presenze e delle reti in nazionale ― Italia | Cronologia completa delle presenze e delle reti in nazionale ― Italia | Cronologia completa delle presenze e delle reti in nazionale ― Italia | Cronologia completa delle presenze e delle reti in nazionale ― Italia | Cronologia completa delle presenze e delle reti in nazionale ― Italia | Cronologia completa delle presenze e delle reti in nazionale ― Italia | Cronologia completa delle presenze e delle reti in nazionale ― Italia | Cronologia completa delle presenze e delle reti in nazionale ― Italia |
| Data                                                                  | Città                                                                 | In casa                                                               | Risultato                                                             | Ospiti                                                                | Competizione                                                          | Reti                                                                  | Note                                                                  |
| --------------------------------------------------------------------- | --------------------------------------------------------------------- | --------------------------------------------------------------------- | --------------------------------------------------------------------- | --------------------------------------------------------------------- | --------------------------------------------------------------------- | --------------------------------------------------------------------- | --------------------------------------------------------------------- |
| 27-9-1975                                                             | Roma                                                                  | Italia                                                                | 0 – 0                                                                 | Finlandia                                                             | Qual. Euro 1976                                                       | -                                                                     | Cap:G. Facchetti                                                      |
| 26-10-1975                                                            | Varsavia                                                              | Polonia                                                               | 0 – 0                                                                 | Italia                                                                | Qual. Euro 1976                                                       | -                                                                     | Cap:G. Facchetti                                                      |
| 22-11-1975                                                            | Roma                                                                  | Italia                                                                | 1 – 0                                                                 | Paesi Bassi                                                           | Qual. Euro 1976                                                       | Fabio Capello                                                         | Cap:G. Facchetti                                                      |
| 30-12-1975                                                            | Firenze                                                               | Italia                                                                | 3 – 2                                                                 | Grecia                                                                | Amichevole                                                            | 2 Paolino Pulici Giuseppe Savoldi                                     | Cap:D. Zoff                                                           |
| 7-4-1976                                                              | Torino                                                                | Italia                                                                | 3 – 1                                                                 | Portogallo                                                            | Amichevole                                                            | Giancarlo Antognoni Francesco Graziani Paolino Pulici                 | Cap:G. Facchetti                                                      |
| 23-5-1976                                                             | Washington                                                            | Stati Uniti                                                           | 0 – 4                                                                 | Italia                                                                | Torneo del Bicentenario                                               | Fabio Capello Francesco Graziani Paolino Pulici Francesco Rocca       | Cap:G. Facchetti                                                      |
| 28-5-1976                                                             | New York                                                              | Inghilterra                                                           | 3 – 2                                                                 | Italia                                                                | Torneo del Bicentenario                                               | 2 Francesco Graziani                                                  | Cap:G. Facchetti                                                      |
| 31-5-1976                                                             | New Haven                                                             | Brasile                                                               | 4 – 1                                                                 | Italia                                                                | Torneo del Bicentenario                                               | Fabio Capello                                                         | Cap:G. Facchetti                                                      |
| 5-6-1976                                                              | Milano                                                                | Italia                                                                | 4 – 2                                                                 | Romania                                                               | Amichevole                                                            | 2 Roberto Bettega Giancarlo Antognoni Francesco Graziani              | Cap:G. Facchetti                                                      |
| 22-9-1976                                                             | Copenaghen                                                            | Danimarca                                                             | 0 – 1                                                                 | Italia                                                                | Amichevole                                                            | Paolino Pulici                                                        | Cap:D. Zoff                                                           |
| 25-9-1976                                                             | Roma                                                                  | Italia                                                                | 3 – 0                                                                 | Jugoslavia                                                            | Amichevole                                                            | 2 Roberto Bettega Francesco Graziani                                  | Cap:D. Zoff                                                           |
| 16-10-1976                                                            | Lussemburgo                                                           | Lussemburgo                                                           | 1 – 4                                                                 | Italia                                                                | Qual. Mondiali 1978                                                   | 2 Roberto Bettega Giancarlo Antognoni Francesco Graziani              | Cap:G. Facchetti                                                      |
| 17-11-1976                                                            | Roma                                                                  | Italia                                                                | 2 – 0                                                                 | Inghilterra                                                           | Qual. Mondiali 1978                                                   | Giancarlo Antognoni Roberto Bettega                                   | Cap:G. Facchetti                                                      |
| 22-12-1976                                                            | Lisbona                                                               | Portogallo                                                            | 2 – 1                                                                 | Italia                                                                | Amichevole                                                            | Roberto Bettega                                                       | Cap:D. Zoff                                                           |
| 26-1-1977                                                             | Roma                                                                  | Italia                                                                | 2 – 1                                                                 | Belgio                                                                | Amichevole                                                            | Francesco Graziani autorete                                           | Cap:D. Zoff                                                           |
| 8-6-1977                                                              | Helsinki                                                              | Finlandia                                                             | 0 – 3                                                                 | Italia                                                                | Qual. Mondiali 1978                                                   | Romeo Benetti Roberto Bettega Claudio Gentile                         | Cap:G. Facchetti                                                      |
| Totale                                                                |                                                                       | Presenze                                                              | 16                                                                    |                                                                       | Reti                                                                  | 34                                                                    |                                                                       |

## Palmarès

### Giocatore

#### Nazionale
- Bronzo olimpico: 1

Amsterdam 1928
- Coppa Internazionale: 1

1927-1930

### Allenatore

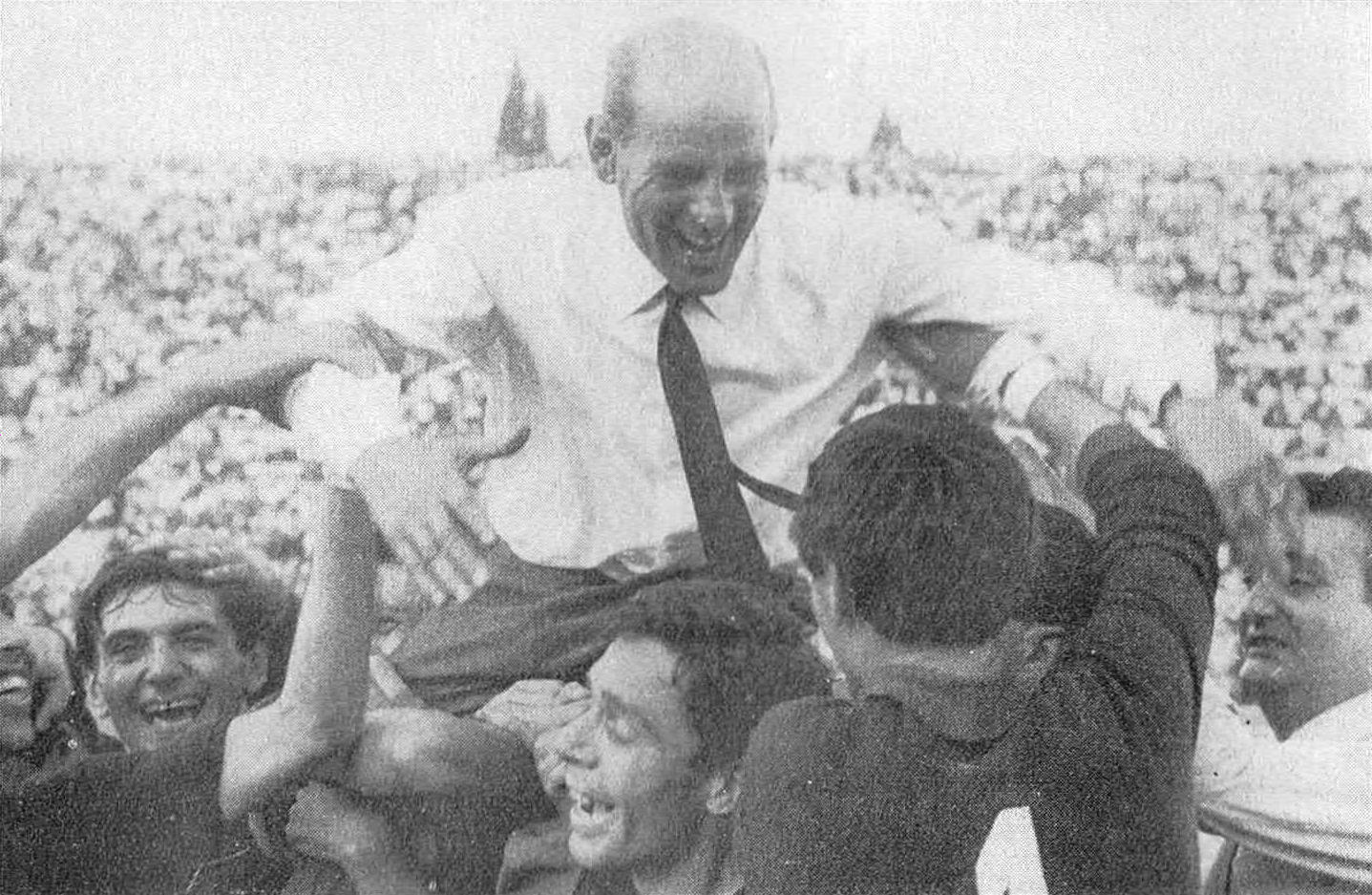
L'allenatore Bernardini viene portato in trionfo dalla squadra al termine del vittorioso spareggio di Roma del 7 giugno 1964 contro la Grande Inter (2-0), che valse al Bologna il 7º e fin qui ultimo scudetto della sua storia.

#### Club

##### Competizioni nazionali
- Campionato italiano Serie C: 1

MATER: 1941-1942 (girone finale A)
- Campionato italiano: 2

Fiorentina: 1955-1956
Bologna: 1963-1964
- Coppa Italia: 1

Lazio: 1958

##### Competizioni internazionali
- Coppa Grasshoppers: 1

Fiorentina: 1952-1957
- Coppa Mitropa: 1

Bologna: 1961

#### Individuale
- Capocannoniere della Prima Divisione: 1

 Lazio: 1922-1923 (21 gol)
- Seminatore d'oro: 1

1955-1956

## Riconoscimenti
- Nel 2011 gli viene assegnato un riconoscimento alla memoria nella Hall of fame del calcio italiano.
- Il 20 settembre 2012 è stato tra i primi 11 giocatori ad essere inserito nella Hall of fame ufficiale della Roma[20].